# El Pensamiento de la Nación
El Pensamiento de la Nación fue una publicación periódica editada en España entre 1844 y 1846, durante el reinado de Isabel II, en la llamada Década moderada.
Editado en Madrid, en la calle Leganitos, y de ideología conservadora y católica, tuvo una periodicidad primero semanal y más tarde quincenal. Fue fundado y redactado por Jaime Balmes. El periódico defendió un matrimonio entre Isabel II y el conde de Montemolín, para superar el problema dinástico surgido entre los partidarios de la reina y los carlistas; así como desde sus páginas se dirigirían críticas a la Constitución de 1837.